# Röplabda a 2013. évi nyári európai ifjúsági olimpiai fesztiválon
A 2013. évi nyári európai ifjúsági olimpiai fesztiválon a röplabda mérkőzéseit Utrechtben rendezték.

## Összesített éremtáblázat
| A 2013. évi nyári európai ifjúsági olimpiai fesztivál összesített éremtáblázata röplabdában | A 2013. évi nyári európai ifjúsági olimpiai fesztivál összesített éremtáblázata röplabdában | A 2013. évi nyári európai ifjúsági olimpiai fesztivál összesített éremtáblázata röplabdában | A 2013. évi nyári európai ifjúsági olimpiai fesztivál összesített éremtáblázata röplabdában | A 2013. évi nyári európai ifjúsági olimpiai fesztivál összesített éremtáblázata röplabdában | Olimpia  |
| ------------------------------------------------------------------------------------------- | ------------------------------------------------------------------------------------------- | ------------------------------------------------------------------------------------------- | ------------------------------------------------------------------------------------------- | ------------------------------------------------------------------------------------------- | -------- |
|                                                                                             | Ország                                                                                      | Arany                                                                                       | Ezüst                                                                                       | Bronz                                                                                       | Összesen |
| 1.                                                                                          | Oroszország                                                                                 | 1                                                                                           | 0                                                                                           | 0                                                                                           | 1        |
|                                                                                             | Szlovénia                                                                                   | 1                                                                                           | 0                                                                                           | 0                                                                                           | 1        |
| 3.                                                                                          | Lengyelország                                                                               | 0                                                                                           | 1                                                                                           | 0                                                                                           | 1        |
|                                                                                             | Szerbia                                                                                     | 0                                                                                           | 1                                                                                           | 0                                                                                           | 1        |
| 5.                                                                                          | Hollandia                                                                                   | 0                                                                                           | 0                                                                                           | 1                                                                                           | 1        |
|                                                                                             | Törökország                                                                                 | 0                                                                                           | 0                                                                                           | 1                                                                                           | 1        |
|                                                                                             |                                                                                             |                                                                                             |                                                                                             |                                                                                             |          |
| Összesen                                                                                    | Összesen                                                                                    | 2                                                                                           | 2                                                                                           | 2                                                                                           | 6        |

## Érmesek

### Férfi torna
| A 2013. évi nyári európai ifjúsági olimpiai fesztivál érmesei férfi röplabdában | A 2013. évi nyári európai ifjúsági olimpiai fesztivál érmesei férfi röplabdában | A 2013. évi nyári európai ifjúsági olimpiai fesztivál érmesei férfi röplabdában | A 2013. évi nyári európai ifjúsági olimpiai fesztivál érmesei férfi röplabdában |
| ------------------------------------------------------------------------------- | ------------------------------------------------------------------------------- | ------------------------------------------------------------------------------- | ------------------------------------------------------------------------------- |
| Arany                                                                           | Ezüst                                                                           | Bronz                                                                           |                                                                                 |
| Oroszország                                                                     | Lengyelország                                                                   | Törökország                                                                     |                                                                                 |

| Helyezés | Csapat        |
| -------- | ------------- |
| 4.       | Olaszország   |
| 5.       | Franciaország |
| 6.       | Finnország    |
| 7.       | Belgium       |
| 8.       | Hollandia     |

### Női torna
| A 2013. évi nyári európai ifjúsági olimpiai fesztivál érmesei női röplabdában | A 2013. évi nyári európai ifjúsági olimpiai fesztivál érmesei női röplabdában | A 2013. évi nyári európai ifjúsági olimpiai fesztivál érmesei női röplabdában | A 2013. évi nyári európai ifjúsági olimpiai fesztivál érmesei női röplabdában |
| ----------------------------------------------------------------------------- | ----------------------------------------------------------------------------- | ----------------------------------------------------------------------------- | ----------------------------------------------------------------------------- |
| Arany                                                                         | Ezüst                                                                         | Bronz                                                                         |                                                                               |
| Szlovénia                                                                     | Szerbia                                                                       | Hollandia                                                                     |                                                                               |

| Helyezés | Csapat        |
| -------- | ------------- |
| 4.       | Németország   |
| 5.       | Olaszország   |
| 6.       | Lengyelország |
| 7.       | Törökország   |
| 8.       | Görögország   |